# Humanitárius intervenció
A humanitárius intervenció nak nincs nemzetközileg elfogadott, konkrét jogi meghatározása. Ennek ellenére a legrövidebben úgy jellemezhetjük, mint egy államnak vagy azok csoportjának, illetve nemzetközi szervezetnek (pl. NATO) más állam/ok területén való fegyveres beavatkozása. Az intervenció a célzott állam/ok beleegyezése nélkül, adott területen élő állampolgárok életének és más, fontos emberi jogainak védelme céljából történik. A humanitárius intervenció az államközi erőszak tilalma alóli vitatott kivételek egyike, és bizonyos nézetek szerint csak akkor minősülhetne valós kivételnek, ha módosítanák az ENSZ Alapokmányát.

## A humanitárius intervenció elmélete és alapja[2]
A szűk terjedelmű definíció nem említi kritériumként a beavatkozás jogszerűségét, ettől függetlenül azonban figyelembe kell venni a nemzetközi jog releváns normáit. Az intervenció során egyértelműnek kell lennie, hogy a beavatkozó fél célja kizárólag humanitárius jellegű és az érintett állam/ok területén előállt helyzetet minél kevesebb fegyveres erő alkalmazásával igyekszik megoldani. Nem tisztázott, hogy az emberi jogoknak mekkora mértékű sérülése esetén lehet az indított beavatkozást humanitárius intervenciónak nevezni. (Az népirtás és egyéb, az élethez való jogot megsértő cselekedet biztosan ide sorolható.)
A klasszikus nemzetközi jog időszakában a jogtudósok kevés figyelmet szenteltek a humanitárius intervenció témakörének vizsgálatára. A XX. század elején kezdtek megjelenni olyan jogtudományi írások, amelyek az intervenció alapjául szolgáló emberi jogi jogsértésekkel foglalkoznak. A XX. század második felére (1945 - ENSZ) az emberi jogok védelme már az egyik legdinamikusabban fejlődő részterülete lett a nemzetközi jognak.
A humanitárius intervenció alapjának tekinthető, ha megsértik "a nem nemzetközi fegyveres összeütközésekre irányadó humanitárius jogi garanciákat", a sértéseknek azonban tömegesen és súlyos formában kell jelen lenniük.
A napjainkban hatályos nemzetközi jog a humanitárius intervenciót nemzetközi fegyveres összeütközésnek minősíti, mely ha jogszerűen megy végbe, akkor nem lehetséges az önvédelmi jog gyakorlása ellene. Jelenleg csak az ENSZ Biztonsági Tanácsa által engedélyezett humanitárius intervenció tekinthető jogszerűnek.
A humanitárius intervenció nem lehet büntető jellegű.

## Humanitárius intervenció a gyakorlatban (példa)[3]

### A koszovói humanitárius intervenció (1999)
Az 1980-as években a Jugoszláv Szocialista Köztársaságon belül Koszovó elvesztette autonómiáját, 1991-ben azonban szinte kivétel nélkül megszavazták a tartomány függetlenségét az ott élők. 1998-ban a Koszovói Felszabadítási Hadsereg a koszovói albán nép katonai alakulatának deklarálta magát, melyre válaszul az BT kiadta az 1199. számú határozatát, amiben megállapította, hogy az így kialakult helyzet veszélyezteti a térség békéjét és biztonságát. Emellett a NATO is részt vett a válságban.
A BT egy újabb határozatban erősítette meg (1203. számú), hogy a koszovói helyzet továbbra is folyamatos fenyegetést jelent. Ezt követően a NATO az Operation Allied Force keretében számos csapást mért Jugoszláviára. Miután a jugoszláv csapatok végül elkezdték csapataik kivonását, a NATO is felfüggesztette a légicsapásait.
Ezt követően az ENSZ elfogadta az 1244. számú határozatát, a nemzetközi katonai erők az Operation Joint Guardian keretében beléptek Koszovóba.
("A NATO koszovói akciójának humanitárius intervencióként való minősítése nem hat ki annak jogszerűségére.")

## A "Védelem Felelőssége"[3]
A védelem felelősségének (Responsibility to protect, R2P) gondolata a ruandai és szrebrenicai népirtás után jelent meg. Eszerint a humanitárius beavatkozások nem jogként, hanem kötelezettségként.
A 2005. évi ENSZ csúcstalálkozó záródokumentuma tartalmazza a tagállamok megegyezését, miszerint az államoknak felelősséget kell vállalniuk azokban az esetekben, amikor területükön népirtás, etnikai tisztogatás, háborús cselekmény vagy emberiesség elleni bűncselekmény folyik. Emellett kijelentették, hogy ha adott állam mégsem jár el, vagy éppen ő a maga az elkövető, akkor az ENSZ köteles eljárni az ügy megoldása érdekében.
A záródokumentum kapcsolódó tartalmait 2006-ban a BT az 1674. számú határozatában erősíti meg.